# カウンターストライク
『カウンターストライク』（英:Counter-Strike, 略称：CS）はValve Softwareから発売されている対テロ特殊部隊とテロリストとの戦いをテーマにした対戦FPSである。プレイヤーはマップごとに決められた目的を遂行する。　

## 概要
| 1999 | Half-Life: Counter-Strike        |
| 2000 | Counter-Strike 1.0               |
| 2000 | Counter-Strike 1.6               |
| 2001 |                                  |
| 2002 |                                  |
| 2003 |                                  |
| 2004 | Counter-Strike: Condition Zero   |
| 2004 | Counter-Strike: Source           |
| 2004 | Counter-Strike Neo               |
| 2005 |                                  |
| 2006 |                                  |
| 2007 |                                  |
| 2008 | Counter-Strike Online            |
| 2009 |                                  |
| 2010 |                                  |
| 2011 |                                  |
| 2012 | Counter-Strike: Global Offensive |
| 2013 | Counter-Strike Online 2          |
| 2014 | Counter-Strike Nexon: Zombies    |
| 2015 |                                  |
| 2016 |                                  |
| 2017 |                                  |
| 2018 |                                  |
| 2019 |                                  |
| 2020 |                                  |
| 2021 |                                  |
| 2022 |                                  |
| 2023 | Counter-Strike 2                 |

『ハーフライフ』のMOD（アドオンゲーム）として1999年6月にβ1がリリース、2000年に正式版の1.0がリリースされ、スタンドアロン版（単体のパッケージ版）がSierraから（日本ではサイバーフロントから）発売された。現在の最新バージョンは1.6（『CS1.6』）である。Steam経由のアップデートによりマイナーバージョンアップを繰り返しているため、バージョンは同じでも、初期の物と現在の物では相当な違いが存在する。
『CS1.6』は世界でもっとも多く遊ばれているオンラインゲームのひとつである 。その人気から、過去のCPLやWCGなど世界規模のゲーム大会で競技種目に選ばれてきた。大会で使用されるFPSとしては珍しいチーム戦である。オンラインゲームのサーバーは比較的手軽に設置・運営ができるため、個人やクランによってサーバーが運営されている。
2004年にはグラフィックのリファインや対戦用BOTの組み込み、シングルプレイヤーモードなどを追加した『カウンターストライク コンディションゼロ』（Counter-Strike: Condition Zero、略称CS:CZ）が発売された。
同年末にはSource Engine（ソースエンジン）を用いて『CS1.6』をリメイクした『カウンターストライク ソース』（Counter-Strike: Source、略称CS:S）が発売された。2012年には、再び最新のソースエンジンを用いてリメイクした『カウンターストライク グローバルオフェンシブ』（Counter-Strike: Global Offensive、略称CS:GO）が発売された。よりカジュアルなゲームモードの追加、SteamWorkshopへの対応などさまざまな新機能が盛り込まれた。
主にValve SoftwareからSteamでの販売が行われているほか、一部はリテール版も存在する。バンドルパッケージとして『CS1.6』、『CS:CZ』がセットの『カウンターストライク1アンソロジー』（Counter-Strike 1 Anthology）パックや『CS1.6』、『CS:CZ』、『CS:S』、『CS:GO』がセットの『Counter-Strike Complete』パックがある。
派生版として、2003年にマイクロソフトから発売されたXbox版（日本では2004年にCERO 18歳以上対象として発売）や、アーケード版の『カウンターストライク ネオ』（Counter-Strike NEO）、Valve SoftwareとNEXONが共同開発した基本プレイ無料の『カウンターストライク オンライン』（Counter-Strike Online、略称CSO）などがある。

2023年にはSource Engine2（ソースエンジン2）を用い『CS:GO』の大規模アップデート版である『カウンターストライク2』（Counter-Strike2 略称CS2）が発表された。CS2は史上最大の技術的アップデートとうたわれ、グラフィックの向上、スモークグレネードの改良などが行われた。また新たなレーティング制度のPremiereが開始された。
同年2023年9月28日、運営元のValveによりCS:GOの大型アップデートが行われた。その結果、今までの様にValve提供の公式サーバーでCS:GOが遊べなくなりCS:GOプレイヤーは全員 Counter-Strike 2に移行する形となったが、CS:GOを起動する事は今現在も可能である。

## 遊び方
プレイヤーはカウンターテロリスト（特殊部隊）かテロリスト、どちらかのチームを選ぶ。サーバー設定によっては自動的にどちらかの陣営に入ることもある。次に好きなスキン（プレイヤーキャラクターの外見）を選択する。ゲームが始まると所持金が与えられ、武器・弾薬・防具を購入できる。マップごとに決められた目的を敵側より先に遂行するか、敵を全員を倒せば勝利になる。
カウンターテロリスト側は、全て実在の特殊部隊（米海軍のSEALS、イギリス軍のSAS、ドイツ連邦警察局のGSG-9、フランス軍のGIGN）がモデルであり、テロリスト側のキャラクターは全て架空のものである。また、後述のCSNEOでは、全て架空の勢力の戦闘服で両勢力それぞれ男女別のものが用意されている。
前作のCS：S同様、自作のカスタムスキンを導入することもでき、コミュニティーサーバーなどではよく目にすることがある。だが、角が生えている、やたらとピカピカしている（いわゆるスポーツ系FPSで言うブライトスキン）などを導入すると、VAC（Valve Anti-Cheat、不正検出プログラム）によってアカウントを停止させられるので注意が必要である。これは対戦において競技性、公平性を重視しているためである。

## 主なマップの種類

### 爆弾解除マップ（de_）
- テロリスト側は制限時間内に決められたポイントにC4爆弾を設置し、爆破するまでの間守り抜く。カウンターテロリスト側はC4設置の阻止、または起爆装置の解除を行う。
- テロリストによってC4が設置された場合、カウンターテロリストは制限時間内に起爆装置を解除できなければ負けとなる。
- カウンターテロリスト側のスタート地点は、どのマップでも必ず2つあるうちの1つの爆弾設置場所の近く（もしくは設置ポイント上）である。
- 爆弾を設置して爆破が成功した場合、設置したテロリストは3ポイント獲得できる。逆に解除に成功したカウンターテロリストは3ポイント獲得できる。
- WCGなどの大会ではこのモードが使われる。
- 最もオンライン上で遊ばれているゲームタイプである。「de_dust2」「de_inferno」「de_nuke」「de_train」等が有名。

### 人質救出マップ（cs_）
- カウンターテロリスト側は、制限時間内に生存している人質全員を救出することが目的。テロリスト側はそれを阻止する。
- カウンターテロリスト、テロリストとも人質を殺せば所持金が減額する。
- カウンターテロリストは、人質に話しかけた後、自分で人質を殺しても一応勝つことが可能（ただし上記のように大幅に所持金を減額され、サーバーによっては次のラウンドで殺ろされたりルームから強制退場されたりするのであまりメリットは無い）。テロリスト側が殺してもカウンターテロリスト側が勝つ。
- 人質はサーバーによって自分で逃げ出したりもする。テロリストが銃口を向ければ、手を上げて元の場所に帰っていく。
- 人質が壁などに引っ掛かり、連れて来ても途中で逸れたりすることもあるので、救出には十分人質に配慮する必要がある。
- カスタムマップを除けば、オンラインで遊ばれている物は「cs_italy」、「cs_office」の二種類がほとんどである。

### VIP警護マップ（as_）
- カウンターテロリスト側は、VIPを守りながらレスキューポイントまで連れて行くことが目的。テロリスト側はこれを阻止し、VIPを暗殺する。
- VIPはテロリスト側のプレイヤーからランダムで選ばれる。何も装備を買うことができないため初期装備のUSP 12/12しか持てないが、アーマーは通常の倍の2で、AWPを体に食らっても一撃は耐えられる。
- 『CS:S』ではこのタイプのマップは設定されていない。
- オフィシャルマップとして、「as_oilrig」が挙げられる。

### エリア脱出マップ（es_）(現在は廃止されている)
- テロリスト側は、制限時間内にマップ内の指定された区域に到達する事が目的。チームの半数が脱出に成功するとラウンド勝利となる。カウンターテロリスト側はこれを阻止しなければならない。
- 『Counter-Strike beta』から実装されているゲームシステムであるが、非常にマイナーなルールである為、現在この種のマップをオンライン上で遊ぶには困難を極める。
- as_マップと同じく、『CS:S』には実装されていない。
- オフィシャルマップとして、「es_losangeles」が挙げられる。

### その他
カスタムマップとして武器と障害物だけ設置され、自身の反射神経や敵を狙う速度を鍛えることに特化した小規模のAIMマップ（aim_）、チームデスマッチ向けでボム設置ポイントの無い非常に簡素なFYマップ（fy_）。その他サーバープラグインによってリスポーン可能になるデスマッチ専用のデスマッチマップ（dm_）や所謂ゾンビが出現するMOD専用として制作されたゾンビマップ（zm_）、『バトルフィールド』のような陣地取りになるMOD専用のコンクエストマップ（cq_）、滑るように移動して目的地を目指すサーフ（surf_）など、さまざまなゲームモードに特化したマップが有志によって製作されている。

## 大会での設定
現在WCGで採用されていたルールと、CGSが新たに作り出したルールの2種類で大会は行われている。どちらも5対5で行われる。チーム戦で行われるため、ボイスチャットを駆使した連係プレーも見所の一つとなっている。なおNEOのクラン戦は4対4、スタートマネー$25,000、所持金増加無し（つまり6ラウンドで$25,000を振り分ける）、3ラウンドハーフ、独自のポイントシステムにより延長戦無しと、まったく違ったルールで行われていたが、2008年のアップデートにて16ラウンド制武器持ち越しあり所持金増加ありの、WCGルールへと変更された。
- 使用マップは大会によって異なるが、必ずde_マップが選択される。定番は「de_nuke」、「de_inferno」（カスタムマップで1.6の「inferno」に似せた「de_inferno_pro」も使われる）、「de_train」、「de_dust2」の4マップ。
- ラウンドタイムはWCGが1分45秒、CGSが1分20秒。フリーズタイム（ラウンドごとの武器購入時間）はどちらも15秒。
- ボム爆破時間は両者共に35秒。残り時間35秒以下で設置した場合でも、爆発もしくは解除されるまでラウンドは続く。
- WCGではスタートマネー$800、ハーフ15ラウンドだがCGSではスタートマネー$16,000、ハーフ9ラウンドである。
- ハーフターンするとテロリスト側とカウンターテロリスト側が入れ替わり、マネーが初期値に戻される。
- WCGは16ラウンド、CGSでは10ラウンドを取ったチームが勝利となる。
- WGCで15-15、CGSで9-9となった場合はWCGで3ラウンド、CGSで1ラウンドの延長戦を行う。

## 登場する武器
CT=カウンターテロリスト、T=テロリストで表記する。NEOではCT=NEO、T=CSFと読み替える事。なお、ゲーム内での表記は権利関係により実名ではない。
使用弾薬が同じ銃は弾を共用する（GLOCKとMP5など）。ただし、ライフル用5.56mmと、マシンガン用5.56mmの間は弾の共用無し。ライフル（スナイパーライフル含む）およびマシンガンは、デフォルトで壁を貫通する。
弾丸の記載で、使用する弾丸が7.62x51 NATO、7.62x39とあるが、ゲーム内では7.62mmという口径でしか判断されていないため、全て「7.62mm」のみの記載の弾丸を使用する。
T、CTのみ購入可能というのはあるが、相手を殺した時に武器を落とすため、それを拾う事により逆側の陣営でも使用可能。
装弾数の表記は「1マガジン弾数/所持可能弾数」である。

### ハンドガン
| ゲーム内名称     | 実銃名称                                              | 価格（『CS1.6』&『CS:S』/『CSNEO』） | 使用実包      | 装弾数 | 備考                          |
| ---------------- | ----------------------------------------------------- | ------------------------------------ | ------------- | ------ | ----------------------------- |
| K&M .45 Tactical | H&K USP タクティカル 45ACP                            | $500/$500                            | .45ACP        | 12/100 | CT初期装備 サプレッサー装着可 |
| 9×19mm Sidearm   | グロック17C（CSCZではグロック18C、CSSではグロック19） | $400/$400                            | 9mmパラベラム | 20/120 | T初期装備 3連バースト可       |
| 228Compact       | SIG SAUER P228                                        | $600/$450                            | .357SIG       | 13/52  | 特に無し                      |
| NightHawk .50C   | IMI デザートイーグル 50AE MARK XIX                    | $650/$750                            | .50AE         | 7/35   | 壁貫通可                      |
| ES Five-Seven    | FN Five-SeveN Tactical                                | $750/$650                            | 5.7mm         | 20/100 | CTのみ購入可能                |
| .40 Dual Elites  | ベレッタ エリート(CSCZ、CSSではベレッタ エリート II)  | $800/$600                            | 9mmパラベラム | 30/120 | Tのみ購入可能 二丁拳銃        |

### ショットガン
| ゲーム内名称              | 実銃名称             | 価格（『CS1.6』&『CS:S』/『CSNEO』) | 使用実包     | 装弾数 | 備考               |
| ------------------------- | -------------------- | ----------------------------------- | ------------ | ------ | ------------------ |
| Leone 12 Gauge Super      | ベネリM3             | $1,700/$1,700                       | 12Gauge Shot | 8/32   | ポンプアクション式 |
| Leone YG1264 Auto Shotgun | ベネリ M4 スーペル90 | $3,000/$2,500                       | 12Gauge Shot | 7/32   | オートマチック式   |

### サブマシンガン
| ゲーム内名称           | 実銃名称                 | 価格（『CS1.6』&『CS:S』/『CSNEO』） | 使用実包      | 装弾数 | 備考                                |
| ---------------------- | ------------------------ | ------------------------------------ | ------------- | ------ | ----------------------------------- |
| Schmidt Machine Pistol | ステアー TMP             | $1,250/$1,200                        | 9mmパラベラム | 30/120 | CTのみ購入可能 サプレッサー標準装備 |
| Ingram MAC-10          | イングラムM10            | $1,400/$1,350                        | .45ACP        | 30/100 | Tのみ購入可能                       |
| K&M Sub-Machine Gun    | H&K MP5A5（CSSではMP5N） | $1,500/$1,500                        | 9mmパラベラム | 30/120 | 特に無し                            |
| K&M UMP45              | H&K UMP 45ACP            | $1,700/$1,400                        | .45ACP        | 25/100 | 特に無し                            |
| ES C90                 | FN P90                   | $2,350/$1,900                        | 5.7mm         | 50/100 | 特に無し                            |

### アサルトライフル
| ゲーム内名称          | 実銃名称        | 価格（『CS1.6』&『CS:S』/『CSNEO』） | 使用実包     | 装弾数 | 備考                                                                                      |
| --------------------- | --------------- | ------------------------------------ | ------------ | ------ | ----------------------------------------------------------------------------------------- |
| IDF Defender          | IMI ガリル ARM  | $2,000/$2,100                        | 5.56×45 NATO | 35/90  | Tのみ購入可能                                                                             |
| Clarion 5.56          | GIAT FA-MAS F1  | $2,250/$2,150                        | 5.56×45 NATO | 25/90  | CTのみ購入可能 3連バースト可                                                              |
| CV-47                 | AK-47           | $2,500/$2,650                        | 7.62×39      | 30/90  | Tのみ購入可能                                                                             |
| Maverick M4A1 Carbine | コルト M4A1     | $3,100/$3,000                        | 5.56×45 NATO | 30/90  | CTのみ購入可能 サプレッサー装着可                                                         |
| Bullpup               | ステアー AUG A1 | $3,500/$3,400                        | 5.56×45 NATO | 30/90  | CTのみ購入可能 2倍ズーム可能 CS:Sのみ使用弾薬が7.62×51となっているが、威力は5.56×45と共通 |
| Krieg 552 Commando    | SIG SG552       | $3,500/$3,100                        | 5.56×45 NATO | 30/90  | Tのみ購入可能 2倍ズーム可能                                                               |

### スナイパーライフル
全ての銃が4倍/8倍ズーム可能
| ゲーム内名称                   | 実銃名称           | 価格（『CS1.6』&『CS:S』/『CSNEO』） | 使用実包          | 装弾数 | 備考                                |
| ------------------------------ | ------------------ | ------------------------------------ | ----------------- | ------ | ----------------------------------- |
| Schmidt Scout                  | ステアー・スカウト | $2,750/$2,650                        | 7.62×51 NATO      | 10/90  | ボルトアクション式                  |
| Krieg 550 Commando             | SIG SG550          | $4,200/$4,000                        | 5.56×45 NATO      | 30/90  | CTのみ購入可能 セミオートマチック式 |
| D3/AU-1 Semi-Auto Sniper Rifle | H&K G3SG/1         | $5,000/$4,600                        | 7.62×51 NATO      | 20/90  | Tのみ購入可能 セミオートマチック式  |
| Magnum Sniper Rifle            | AI Arctic Warfare  | $4,750/$4,700                        | .338 Lapua Magnum | 10/30  | ボルトアクション式                  |

### マシンガン
| ゲーム内名称 | 実銃名称                   | 価格（『CS1.6』&『CS:S』/『CSNEO』） | 使用実包     | 装弾数  | 備考     |
| ------------ | -------------------------- | ------------------------------------ | ------------ | ------- | -------- |
| ES M249 Para | M249（CSSではM249-E2 SAW） | $5,750/$4,000                        | 5.56×45 NATO | 100/200 | 特に無し |

### 手榴弾
| 名称          | 実物名称      | 価格 | 備考                                                                               |
| ------------- | ------------- | ---- | ---------------------------------------------------------------------------------- |
| HE Grenade    | MK3手榴弾     | $300 | 爆発時に四散する破片で重傷を負わせる                                               |
| Flashbang     | M26手榴弾     | $200 | 爆発の瞬間を直視した者は、敵味方問わず、閃光により数秒間視力を失う 2個まで所持可能 |
| Smoke Grenade | M18発煙手榴弾 | $300 | 煙幕を焚く                                                                         |

### その他
| 名称                | 価格（『NEO』） | 備考 |
| ------------------- | --------------- | --- |
| Knife               | 初期装備        | 近接戦（白兵戦）用のナイフ HelmetおよびVest非装備の敵なら頭1発、腹2発で倒せる |
| Vest                | $650（$600）    | 防弾服 これを装備していても、NightHawk .50Cやライフルには効果が薄く、AI Arctic Warfareだとほとんど意味がなくなる |
| Helmet              | $350（$400）    | 防弾鉄帽 なお、Vestの残り耐久力が100の状態ではない場合、両方購入で$1,000 |
| Ballistic Shield    | $2,200          | 防弾シールド .40 Dual Elites以外の拳銃との併用が可能 CS:S・NEO・CSOでは登場しない |
| C4                  | T初期装備       | C4爆弾 爆弾解除マップにて、T側のプレイヤーのうちの（無作為に）誰か1人に渡される。マップにある特定の場所に設置し、約40秒後程度に爆発する（サーバー設定によって異なる、WCG2006では35秒）。解除されずに爆発させれば、T側の勝利となる |
| Defuse Kit          | $200            | CTのみ購入可能 C4爆弾解除キット 爆弾解除マップにて、これを装備していると、C4爆弾を解除する時間が短くなる（約半分）。C4爆弾を解除するとCT側の勝利となる                                                                            |
| Flashlight          | 初期装備        | 懐中電灯 NEOでは登場しない |
| Night Vision Goggle | $1,250          | 暗視装置 NEOでは登場しない |

### 弾薬
| 名称              | 価格 | 購入弾数 |
| ----------------- | ---- | -------- |
| 9mmパラベラム     | $20  | 30発     |
| .45ACP            | $25  | 12発     |
| .357SIG           | $50  | 13発     |
| .50AE             | $40  | 7発      |
| 5.7mm             | $50  | 50発     |
| 5.56×45 .NATO     | $60  | 30発     |
| 7.62×39           | $80  | 30発     |
| .338 Lapua Magnum | $125 | 10発     |
| .50BMG            | $100 | 5発      |
| 5.45x39mm弾       | $19  | 30発     |